# یوخاری آقالی
یوخاری آقالی (به ترکی آذربایجانی: Yuxarı Ağalı) یک منطقه مسکونی در جمهوری آذربایجان است که در شهرستان بیله‌سوار (جمهوری آذربایجان) واقع شده است. یوخاری آقالی ۶۸۵ نفر جمعیت دارد.